# 楽天ペイ
楽天ペイ（らくてんペイ、英語: Rakuten Pay）は、楽天グループ株式会社が展開し、同社のグループ企業である楽天ペイメント株式会社が運営する電子決済サービス。チャージしての支払いで1.5%ポイント還元（一部ポイント還元対象外店舗あり）という手軽に得られる高還元が特徴である。

## サービス
実店舗におけるQRコード決済等の電子決済サービス「楽天ペイ（実店舗決済）」 と、楽天会員が楽天以外のECサイトにおいて、楽天IDとパスワードを利用してオンライン決済ができるサービス「楽天ペイ（オンライン決済）」 の2種類がある。

### 楽天ペイ（実店舗決済）
決済方法は「アプリ決済」「クレジットカード決済」「電子マネー決済」がある。このうち「楽天ペイ」という名称のサービスで一般的に広く認知されているのは、専用スマートフォンアプリを利用する「アプリ決済」である。

#### アプリ決済
2016年10月27日にスマートフォンアプリ「楽天ペイ」を公開し、サービスを開始した。楽天会員IDでログインすることで、実店舗でのスマホ決済が可能になる。決済方法はアプリでQRコードを提示し、店舗側に読み取ってもらう「コード払い」と、スマホ・タブレット端末で店舗にあるQRコードを読み取る「QR払い」、ユーザー自身がスマホに金額を入力して決済する「セルフ払い」から選択可能。

#### クレジットカード決済
個人事業主や中小企業向けの決済サービス「楽天スマートペイ」として2012年12月6日にサービス開始。2016年10月、楽天ペイアプリがリリースされたことを機に「楽天ペイ（実店舗決済）」にサービス名称を変更した。
サービス開始当初は店舗側がスマートフォン端末に専用アプリをダウンロードし、端末に取り付けた専用のカードリーダーにかざしてクレジットカードを読み取るという形式だった。現在はカードリーダーにクレジットカードを差し込んで読み取る形式となっている。ブランドはVisa、MasterCard、American Express、JCB、Diners Club、DISCOVERに対応。

#### 電子マネー決済
クレジットカード決済に用いられるものと同一のカードリーダーに電子マネーをかざし、決済する。
楽天グループが展開する楽天Edyのほか、Suica、PASMOなどの交通系ICカード、およびWAON、nanaco、Apple Payなど多数の電子マネーブランドに対応している。

### 楽天ペイ（オンライン決済）
「楽天あんしん支払いサービス」として 2008年10月にサービス開始。楽天市場のうち決済・ユーザ認証機能の部分のみを切り離して利用できるサービスで、既に自社サイト等でデジタルコンテンツ等の販売を行っている企業が楽天ID・パスワードによる決済を利用することを想定している。当初は件数課金のみの対応だったが、2009年9月より定額課金決済にも対応した。本サービスを使って決済を行った場合、通常の楽天市場での商品購入と同様、購入者には楽天ポイントが付与される。当初はPC向けのみのサービスだったが、2010年5月より携帯電話での決済にも対応した。
2014年8月には「楽天あんしん支払いサービス」から「楽天ID決済」へ、2017年2月には「楽天ID決済」から「楽天ペイ（オンライン決済）」へと名称が変更された。